# Microrégion de Floraí
La microrégion de Floraí est l'une des huit microrégions qui subdivisent le Centre-Nord de l'État du Paraná au Brésil.
Elle comporte 7 municipalités qui regroupaient 33 508 habitants en 2006 pour une superficie totale de 1 300 km².

## Municipalités[1]
- Doutor Camargo
- Floraí
- Floresta
- Itambé
- Ivatuba
- Ourizona
- São Jorge do Ivaí